# Physostegia correllii
Physostegia correllii là một loài thực vật có hoa trong họ Hoa môi. Loài này được (Lundell) Shinners miêu tả khoa học đầu tiên năm 1949.